# ناتان روتشيلد بارون روتشيلد الأول
ناثان ماير روتشيلد، أول بارون للروتشيلد ( 8 نوفمبر تشرين الثاني عام 1840 - 31 مارس عام 1915 كان مصرفيا وسياسيا من سلالة العائلة اليهودية المالية الدولية روتشيلد الشهيرة .